# 名古屋市立港明中学校
名古屋市立港明中学校（なごやしりつこうめいちゅうがっこう）とは、愛知県名古屋市港区港明一丁目にある公立中学校。

## 歴史
1985年（昭和60年）4月1日、名古屋市立東港中学校より分離独立し、名古屋市立港明中学校として成立した。

### 沿革
- 1985年 - 名古屋市立東港中学校より分離独立[WEB 2]
- 1992年 - コンピュータ室完成[WEB 2]

### 生徒数の変遷
『愛知県小中学校誌』（2018年）によると、生徒数の変遷は以下の通りである。
| 1985年（昭和60年） | 501人 |  |
| 1987年（昭和62年） | 722人 |  |
| 1997年（平成9年）  | 637人 |  |
| 2007年（平成19年） | 405人 |  |
| 2017年（平成29年） | 318人 |  |

## 校訓
- 真実 健全 思いやり

## 部活動
部活動としては、運動部がソフトテニス部（女子のみ）、サッカー部（男子のみ）、バレーボール部（女子のみ）、バスケットボール部（男女）、剣道部（男女）、文化部がグリー部（男子のみ）、合唱部（女子のみ）、園芸部（男女）、創作部（男女）の各活動が行われている。

## 通学区域
所管する名古屋市教育委員会は、2018年（平成30年）9月1日現在、名古屋市立中川小学校・名古屋市立東海小学校・名古屋市立成章小学校を通学区域として指定している。

## 交通アクセス
名古屋市営地下鉄名港線 東海通駅が最寄り駅、名古屋市営バス港明町停留所が最寄りバス停である。

### WEB
1. 1 2  名古屋市教育委員会事務局総務部企画経理課企画統計係 (2018年9月18日). “港区の小・中学校一覧”.   名古屋市. 2018年11月14日閲覧。
2. 1 2  “沿革史”.   名古屋市立港明中学校. 2018年3月9日閲覧。
3. ↑  “部活動”.   名古屋市立港明中学校. 2019年11月9日閲覧。
4. ↑  名古屋市教育委員会事務局総務部教育環境計画室計画係 (2018年4月1日). “名古屋市立中学校区一覧（小→中）” (PDF).   名古屋市. 2018年11月14日閲覧。

### 書籍
1. ↑  港区制施行五十周年記念事業実行委員会 1987, p. 412.
2. ↑  六三制教育七十周年記念 愛知県小中学校誌 合同記念誌編集特別委員会 2018, p. 246.